# Севастьянов, Борис Александрович (композитор)
Борис Александрович Севастьянов (род. 1 апреля 1983, Харьков) — украинский композитор, певец, аранжировщик и общественный деятель, автор песен, академических произведений, музыки к фильмам, сериалам, компьютерным играм.

## Биография
Начал писать музыку в раннем детстве. Обучался в музыкальной школе композиции и игре на фортепиано. В 2003 году окончил Харьковское музыкальное училище (специальность «Теория музыки», по композиции — класс В. М. Птушкина), в 2008 окончил Харьковский государственный университет искусств (консерваторию) по специальности «Композиции» (класс В. М. Золотухина). В 2010—2012 году работает аранжировщиком духового оркестра НЮАУ имени Ярослава Мудрого. С 2012 года на постоянной основе сотрудничает с оркестром «Виртуозы Слобожанщины» в качестве аранжировщика.
Среди сочинений фортепианный и альтовый концерты, симфония, инструментальные и вокальные произведения. Неоднократно выступал как пианист-исполнитель собственных сочинений. Автор музыки к документальным и художественным фильмам (Россия, Германия, США), сериалам, компьютерным играм, автор песен и аранжировок. Автор гимна болельщиков ФК «Металлист» (Харьков) «Мы фанаты „Металлиста“».
Организатор онлайн-школы композиции и аранжировки.

## Основные сочинения
- Концерт для фортепиано с оркестром (2003)
- Концерт для альта с оркестром (2005)
- Симфония (2007—2008)
- Струнный квартет (2006)
- Соната для альта и фортепиано (2003)
- Вариации для фортепиано (2005)
- Песни, основной тематикой которых является критика необольшевистского, империалистического и этнофилитического курса режима Путина («Это, детка, рашизм!», «Грады-буки», «Фейкомёт», «Люстрация», «Магадан» и др.)

## Музыка к фильмам
- «Камчатка. Красивое по Настоящему» (2008, Россия) — документальный
- «Кемерово. Борьба за мечту» (2008, Россия) — документальный[2]
- «Гришка» (2008, Германия/Польша/Украина) — документальный[3]
- «The Lunch Box» (2009, США-Словакия) — обладатель премии «Оскар» в номинации «Игровой студенческий фильм» (2010, бронза)[4]
- «Случайный свидетель» (2011, Россия) — сериал
- «Немного не в себе» (2011, Россия) — сериал